# بیرته ویلکه
بیرته ویلکه (به انگلیسی: Birthe Wilke) (زاده ۱۹ مارس ۱۹۳۶) خواننده دانمارکی است.
او نماینده دانمارک در یوروویژن ۱۹۵۹ بود.